# Khamure
Khamure là một vị vua của một số vùng thuộc Ai Cập trong Thời kỳ Chuyển tiếp thứ Hai, có thể vào khoảng thế kỷ thứ XVII TCN, và có khả năng là thuộc về Vương triều thứ Mười Bốn của Ai Cập. Do đó ông sẽ cai trị toàn bộ khu vực phía Đông đồng bằng châu thổ sông Nile từ Avaris và có thể là cả khu vực phía Tây đồng bằng châu thổ. Vị trí trong biên niên sử và danh tính của ông chưa được biết rõ.

## Chứng thực
Khamure là một trong số ít các vị vua của vương triều thứ 14 được chứng thực bởi 2 con dấu bọ hung mà được quy cho là của ông, cả hai đều không rõ nguồn gốc. 
Một trong hai con dấu bọ hung này hiện nay đang được lưu giữ tại bảo tàng Petrie, dưới số thứ tự 11819, trong khi con dấu còn lại đã được bán tại buổi đấu giá ở khách sạn cung điện New York vào tháng 12 năm 1991.
Con dấu bọ hung tại bảo tàng Petrie lại khác thường ở chỗ nó có một sự trang trí độc đáo và phức tạp ở mặt sau mà ngụ ý rằng nó đã được làm cho một vị quan với địa vị cao nhất. Con dấu bọ hung này được khắc cùng với tên Khamure và nằm phía trước tên gọi này là biệt hiệu Netjer Nefer, "Vị thần rộng lượng", cho thấy rằng Khamure là tên prenomen của vị vua trên Điều này có nghĩa là tên gọi Khamure không được ghi lại trên những đoạn còn sót lại của cuộn giấy cói Turin, một bản danh sách vua có niên đại thuộc về thời đại Ramesses và ghi lại tên prenomen của các vị vua.

## Danh tính
Các nhà Ai Cập học Olga Tufnell và William A. Ward lập luận rằng cái tên được viết trên con dấu bọ hung của bảo tàng Petrie thực sự là "'Ammu", có thể được đồng nhất với 'Ammu Aahotepre, một vị vua vô danh thuộc giai đoạn cuối của thời kỳ Chuyển tiếp thứ Hai. Các nhà Ai Cập học Kim Ryholt và Darrell Baker lại bác bỏ giả thuyết này, bởi vì ký tự N5 của Gardiner tượng trưng cho đĩa mặt trời có thể đọc được một cách dễ dàng trên con dấu này cùng với ký tự tượng trưng cho Netjer Nefer. Do đó, họ lập luận rằng Khamure là cách đọc đúng của con dấu này, thống nhất với Percy Newberry và Flinders Petrie.
Mặc dù vị trí trong biên niên sử của Khamure hiện vẫn còn chưa chắc chắn, Ryholt lập luận rằng ông là một thành viên của vương triều thứ 14 và đã trị vì trước thời Yaqub-Har và Yakareb. Sự ước lượng này dựa trên một sự sắp xếp thứ tự của các con dấu bọ hung thuộc thời kỳ Chuyển tiếp thứ Hai.